# Baccaurea reticulata
Baccaurea reticulata är en emblikaväxtart som beskrevs av Joseph Dalton Hooker. Baccaurea reticulata ingår i släktet Baccaurea och familjen emblikaväxter. Inga underarter finns listade i Catalogue of Life.